# 디퍼드 셰이딩

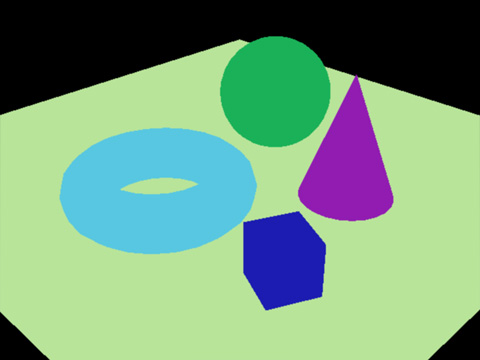
Diffuse Color G-Buffer

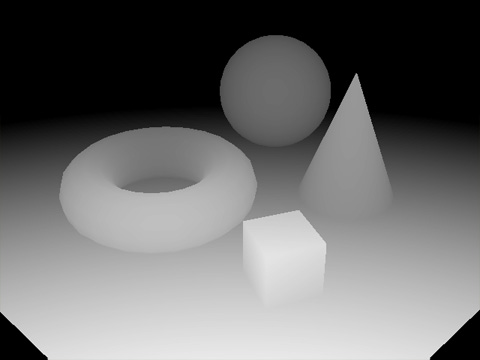
Z-Buffer

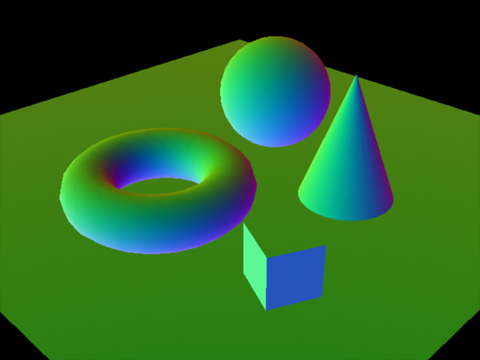
Surface Normal G-Buffer

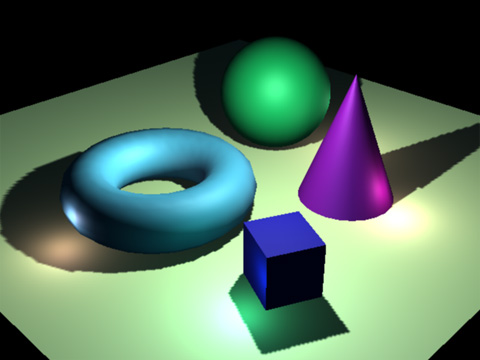
최종 합성(이 이미지에 표시된 그림자를 계산하려면 섀도 매핑, 섀도 필러 또는 섀도 볼륨과 같은 다른 기술을 디퍼드 셰이딩과 함께 사용해야 함)

디퍼드 셰이딩(deferred shading)은 3차원 컴퓨터 그래픽스 분야에서 버텍스 셰이더와 픽셀 셰이더가 렌더링된 후 두 번째 렌더링 패스(pass)에서 수행되는 화면 공간 셰이딩 기술이다. 1988년 마이클 디어링(Michael Deering)이 처음 제안했다.
디퍼드 셰이더의 첫 번째 패스에서는 셰이딩 계산에 필요한 데이터만 수집된다. 각 표면의 위치, 법선 및 재료는 "렌더링 투 텍스처"를 사용하여 지오메트리 버퍼(G-버퍼)로 렌더링된다. 그 후 픽셀 셰이더는 화면 공간의 텍스처 버퍼 정보를 사용하여 각 픽셀의 직접 조명과 간접 조명을 계산한다.
화면 공간 방향 폐색을 디퍼드 셰이딩 파이프라인의 일부로 만들어 그림자와 상호 반사에 방향성을 부여할 수 있다.